# Ulu (fiume)
L'Ulu è un fiume della Russia siberiana orientale (Sacha-Jacuzia), affluente di sinistra dell'Amga (bacino idrografico della Lena).
Ha origine e scorre lungo la periferia orientale delle Alture della Lena in direzione sud-est; sfocia nell'Amga a 832 km dalla foce. Il fiume ha una lunghezza di 115 km; l'area del suo bacino è di 2 220 km². Il basso corso corre parallelo a quello del Sylgylyr. Il fiume gela da metà ottobre sino alla seconda metà di maggio. Il maggior affluente (di sinistra) è il Kjurgeljach (lungo 40 km).